# Sicyos davilae
Sicyos davilae là một loài thực vật có hoa trong họ Cucurbitaceae. Loài này được Rodríguez-Arévalo & Lira mô tả khoa học đầu tiên năm 2001.